# Eutrepsia cephisaria
Eutrepsia cephisaria är en fjärilsart som beskrevs av Augustus Radcliffe Grote 1881. Eutrepsia cephisaria ingår i släktet Eutrepsia och familjen mätare. Inga underarter finns listade i Catalogue of Life.